# Нортвест-Ітака (Нью-Йорк)
Нортвест-Ітака (англ. Northwest Ithaca) — переписна місцевість (CDP) в США, в окрузі Томпкінс штату Нью-Йорк. Населення — 2231 особа (2020).

## Географія
Нортвест-Ітака розташований за координатами 42°28′16″ пн. ш. 76°32′34″ зх. д. / 42.47111° пн. ш. 76.54278° зх. д. (42.471183, -76.542685).  За даними Бюро перепису населення США в 2010 році переписна місцевість мала площу 9,25 км², з яких 7,53 км² — суходіл та 1,72 км² — водойми.

## Демографія
Згідно з переписом 2010 року, у переписній місцевості мешкало 1413 осіб у 625 домогосподарствах у складі 317 родин. Густота населення становила 153 особи/км².  Було 704 помешкання (76/км²).
Расовий склад населення:
| - 83,5 % — білих - 8,4 % — чорних або афроамериканців - 3,0 % — азіатів - 0,1 % — вихідців з тихоокеанських островів - 0,1 % — корінних американців - 1,1 % — осіб інших рас |

До двох чи більше рас належало 3,8 %. Частка іспаномовних становила 3,4 % від усіх жителів.
За віковим діапазоном населення розподілялося таким чином: 16,1 % — особи молодші 18 років, 60,2 % — особи у віці 18—64 років, 23,7 % — особи у віці 65 років та старші. Медіана віку мешканця становила 45,8 року. На 100 осіб жіночої статі у переписній місцевості припадало 82,3 чоловіків;  на 100 жінок у віці від 18 років та старших — 77,7 чоловіків також старших 18 років.
Середній дохід на одне домашнє господарство  становив 81 413 долари США (медіана — 49 948), а середній дохід на одну сім'ю — 83 876 доларів (медіана — 48 015). За межею бідності перебувало 19,8 % осіб, у тому числі 26,6 % дітей у віці до 18 років та 3,0 % осіб у віці 65 років та старших.
Цивільне працевлаштоване населення становило 433 особи. Основні галузі зайнятості: освіта, охорона здоров'я та соціальна допомога — 48,5 %, науковці, спеціалісти, менеджери — 11,5 %, виробництво — 6,7 %, мистецтво, розваги та відпочинок — 6,5 %.